# Марія Луїза Тосканська (1845–1917)
Марія Луїза Тосканська (італ. Maria Luisa di Toscana), також Марія Луїза Австро-Тосканська (нім. Maria Luisa von Österreich-Toskana) та Марія Луїза Габсбург-Лотаринзька (нім. Maria Luisa von Habsburg-Lothringen), повне ім'я Марія Луїза Аннунціата Анна Джованна Джузеппа Антонієтта Філомена Аполлонія Томмаза Габсбург-Лотаринзька (італ. Maria Luisa Annunziata Anna Giovanna Giuseppa Antonietta Filomena Apollonia Tommasa d'Asburgo-Lorena, 31 жовтня 1845 — 27 серпня 1917) — тосканська принцеса та австрійська ерцгерцогиня з династії Габсбургів, донька великого герцога Тоскани Леопольда II та сицилійської принцеси Марії Антонії, дружина титулярного 5-го князя Ізенбург-Бюдінген-Бірштайну Карла.

## Біографія
Народилась 31 жовтня 1845 року у Флоренції. Була восьмою дитиною та п'ятою донькою в родині великого герцога Тоскани Леопольда II та його другої дружини Марії Антонії Бурбон-Сицилійської. Мала старших сестер Марію Ізабеллу та Марію Крістіну і братів Фердинанда та Карла Сальватора. Інші суродженці померли в ранньому віці до її народження. Згодом у сімействі з'явилися молодші сини Людвік Сальватор і Йоганн Сальватор. Також мала єдинокровну сестру Августу Фердинанду від першого шлюбу батька з Марією Анною Саксонською, яка вже була одруженою.
Хрещення дівчинки пройшло у Флорентійському баптистерії. Своє ім'я новонароджена отримала на честь тітки з батьківського боку Марії Луїзи Тосканської, яка користувалася великою популярністю через свою благодійність.
У 1849 році родині через революційні події довелося виїхати з Флоренції до Гаети. Марія Луїза та Людвік Сальватор супроводжували матір, яка подорожувала окремо. Повернутися до Флоренції сімейству вдалося 28 липня 1849.
Внаслідок Австро-італо-французької війни, сім'я 27 квітня 1859 року знову була змушена залишити Тоскану, виїхавши спочатку до Болоньї, а звідти — до Відня. 21 липня 1859 року батько зрікся престолу на користь старшого сина, що, однак, не врятувало країну від приєднання до Сардинського королівства в рамках об'єднання Італії. Марія Луїза надалі мешкала з батьками на територіях імперії Габсбургів. 

У 1859 році вони оселилися у замку Шлакенверт біля Карлсбаду, а наступного року — придбали замок Брандіс поблизу однойменного містечка, де мешкали досить усамітнено. До нового місця проживання були перевезені велика родинна бібліотека та сімейний архів Тосканських Габсбургів.

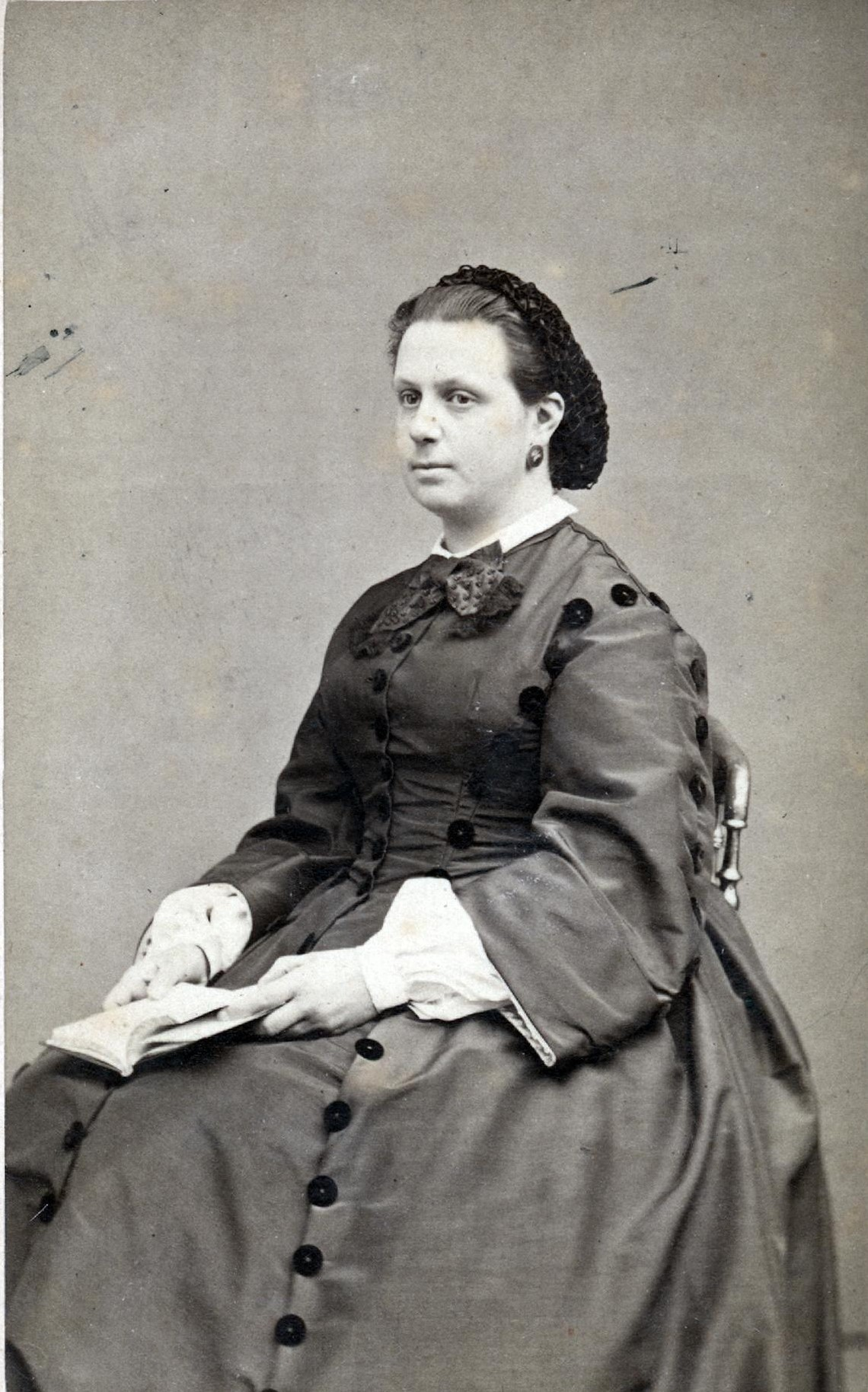
Світлина ерцгерцогині роботи М. Л. Вінтера, 1860-ті, Австрійська національна бібліотека

У віці 19 років Марія Луїза взяла шлюб із 26-річним спадкоємним принцом Ізенбург-Бюдінгенським Карлом, представником медіатизованого роду Ізенбургів, небожем титулярного князя Вольфганга Ернста III. Наречений, охрещений у протестантській церкві, 1861 року, за власним бажанням, перейшов у католицтво. Весілля пройшло 31 травня 1865 у замку Брандіс у Богемії. Вінчав пару у каплиці замку архієпископ Празький Фрідріх Шварценберг. Князь Льовенштайн і граф Червіні виступили свідками. Окрім кількох ерцгерцогів зі свитою, були присутніми численні представники шляхти, а також мери Брандіса й Альтбунцлау. Ввечері пройшла святкова ілюмінація та вражаюча смолоскипна хода, після чого 24 дівчини у білому одязі подарували молодятам розкішні букети квітів і привітали німецькою та чеською мовами.
У 1866 році Карл успадкував титул князя Ізенбург-Бюдінгену, а також став членом прусської палати лордів і 1-ї палати гессенського парламенту. Подружжя було дуже рілігійним. У них з'явилося дев'ятеро дітей. Резиденцією сімейства слугував Бірнштайнський замок. Княгиня була дуже близькою зі своїм найменшим братом Йоганном Сальватором і запросила його до Бірштайну після вигнання того з теренів Австро-Угорщини у 1889 році. Втім, той у березні 1890 році відплив з Лондону до Південної Америки, де зник безвісти.
Чоловік Марії Луїзи раптово помер під час подорожі у замку Шлакенверт 4 квітня 1899 року. Сама вона пішла з життя 27 серпня 1917 року в Ганау. Як і Карл, була похована у князівській крипті церкви Відвідин Дівою Марією у Бірнштайні.

## Родина

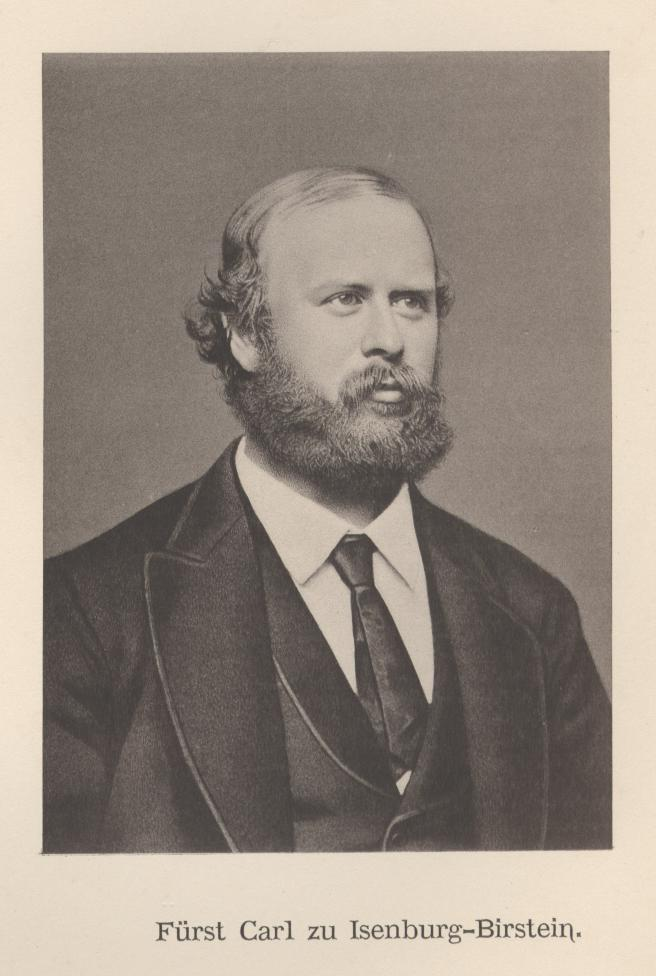
Світлина Карла Ізенбург-Бюдінгенського, XIX сторіччя

Чоловік — Карл Ізенбург-Бюдінгенський
Діти:
- Леопольд Вольфганг (1866—1933) — відмовився від успадкування титулу на користь брата, був двічі одруженим, мав єдиного сина від першого шлюбу, який не залишив нащадків;
- Антонієтта (1867—1943) — одружена не була, дітей не мала;
- Марія Мікаела (1868—1919) — одружена не була, дітей не мала;
- Франц Йозеф (1869—1939) — 6-й князь Ізенбург-Бюдінгену, князь Ізенбургу від 1913 року, був одруженим з принцесою Зольмс-Браунфельською Фредерікою, мав шестеро дітей;
- Карл (1871—1951) — узяв морганатичний шлюб з американкою Бертою Льюїс, дітей не мав;
- Віктор (1872—1946) — був одружений з Леонтіною Рорер, баронесою фон Ромбах, дітей не мав;
- Альфонс (1875—1951) — був одружений з графинею Пауліною фон Бофор-Спонтен, мав п'ятеро дітей;
- Єлизавета (1877—1943) — дружина Георга Бейєра, дітей не мала;
- Адельгейда (1878—1936) — одружена не була, дітей не мала.